# Piedad Arribas
Piedad Arribas Fernández (Quintanar de la Orden, 10 de mayo de 1920-Madrid, 29 de diciembre de 2010)  fue una política comunista española, combatiente en la Guerra Civil en la batalla de Madrid, activista antifranquista, que pasó casi 16 años de su vida en prisión por su militancia política.

## Trayectoria
Hija de un destacado militante comunista de su localidad natal, miembro de las Juventudes Socialistas Unificadas (JSU), con solo 16 años, participó desde primera hora en los combates en la zona de Madrid. Pocos días después del golpe de Estado de julio de 1936, junto a su padre se incorporó a los milicianos en la defensa de Madrid, dentro del batallón Dolores Ibárruri, y en la zona de Cercedilla perdió el contacto con su padre al que jamás volvió a ver. Con el avance de los sublevados fue detenida y encarcelada  el 28 de agosto de 1936. Fue trasladada a la cárcel de Cáceres donde permaneció presa los tres años de guerra tras los que salió en libertad y regresó a Madrid. El 20 de agosto de 1939 fue detenida de nuevo y trasladada a la prisión de Quintanar, para ser juzgada en consejo de guerra el 22 de septiembre de 1939. Fue condenada a 20 años de reclusión menor por un delito de auxilio a la rebelión.
Presa en Quintanar, evitó ser ejecutada en una saca de represalia donde mataron a más de noventa reclusos. Inmediatamente después fue trasladada al penal de Ocaña donde pasó casi tres años. En libertad en 1947, fue desterrada a Quintanar donde, otra vez, se vinculó a la reorganización comunista y fue detenida de nuevo y condenada, pasando otros ocho años en prisión, la mayoría en el penal de Segovia.
Al final de la dictadura franquista y en la transición democrática, siguió en  el PCE. Su trayectoria antifranquista fue reconocida en Madrid al dedicarle una plaza en el barrio de Vallecas,[cita requerida] donde vivió hasta su fallecimiento.